# Белошейная веерохвостка
Белошейная веерохвостка (лат. Rhipidura albicollis) — вид воробьиных птиц из семейства веерохвостковых. Обитает в тропиках южной Азии от Гималаев, Индии и Бангладеш до Индонезии. Встречается в лесах и кустарниках.

Международный союз охраны природы (IUCN) присвоил виду охранный статус LC — «виды, вызывающие наименьшие опасения».

## Описание
Размер взрослой особи белошейной веерохвостки составляет около 19 см в длину. Характерными признаками являются тёмный веерообразный хвост с белой каймой, белые «надбровные дуги» и горлышко. В остальном оперение может довольно сильно варьировать. 

## Поведение
Белошейные веерохвостки строят на деревьях небольшие чашеобразные гнёзда. В кладке — три яйца примерно 2 см в длину каждое. Яйца белого цвета с полосой коричневых пятен посередине, ближе к основанию яйца.
Белошейные веерохвостки — насекомоядные птицы.
Самец в своей песне использует однотипный узнаваемый образец призыва, постепенно меняющийся в течение жизни. В результате через 4-5 года песня звучит уже совершенно иначе, чем вначале. Песню белошейной веерохвостки часто можно спутать с призывом белолобой веерохвостки (лат. Rhipidura aureola).

## Подвиды
Ранее подвидом белошейной веерохвостки считался, выделяемый теперь в отдельный вид лат. Rhipidura albogularis — Белогорлая веерохвостка.
Международный союз орнитологов выделяет 9 подвидов:
- R. a. albicollis (Vieillot, 1818)
- R. a. atrata Salvadori, Malay, 1879
- R. a. canescens (Koelz, 1939)
- R. a. celsa Riley, 1929
- R. a. cinerascens Delacour, 1927
- R. a. kinabalu Chasen, 1941
- R. a. orissae Ripley, 1955
- R. a. sarawacensis Chasen, 1941
- R. a. stanleyi Baker, 1916

## Галерея

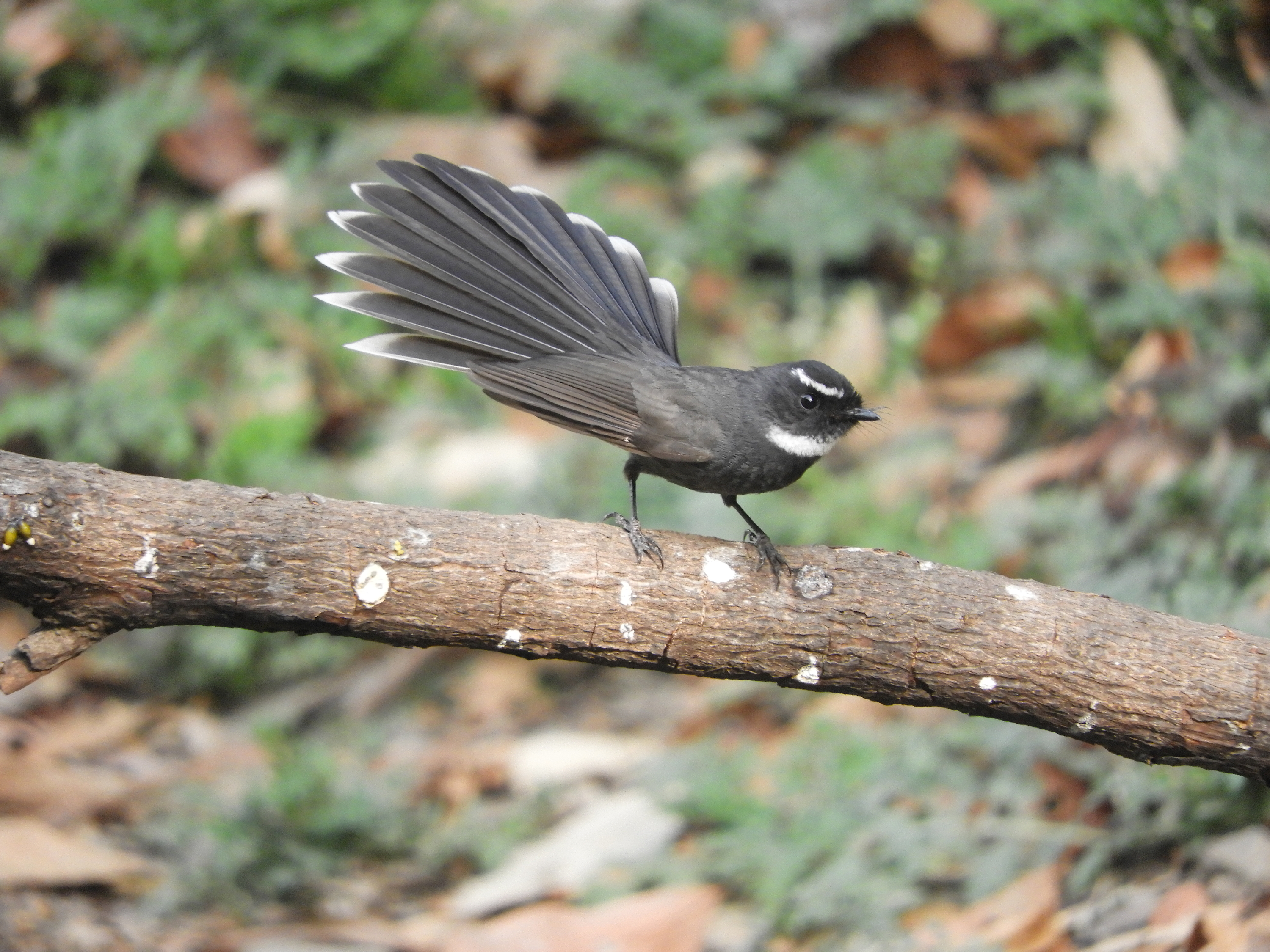
Неподалёку от Бхимтала, Индия
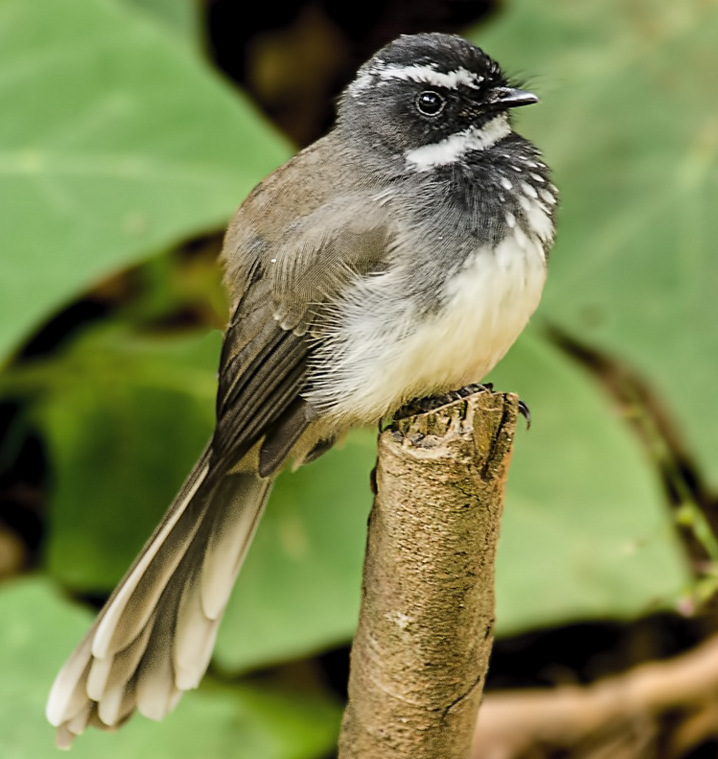
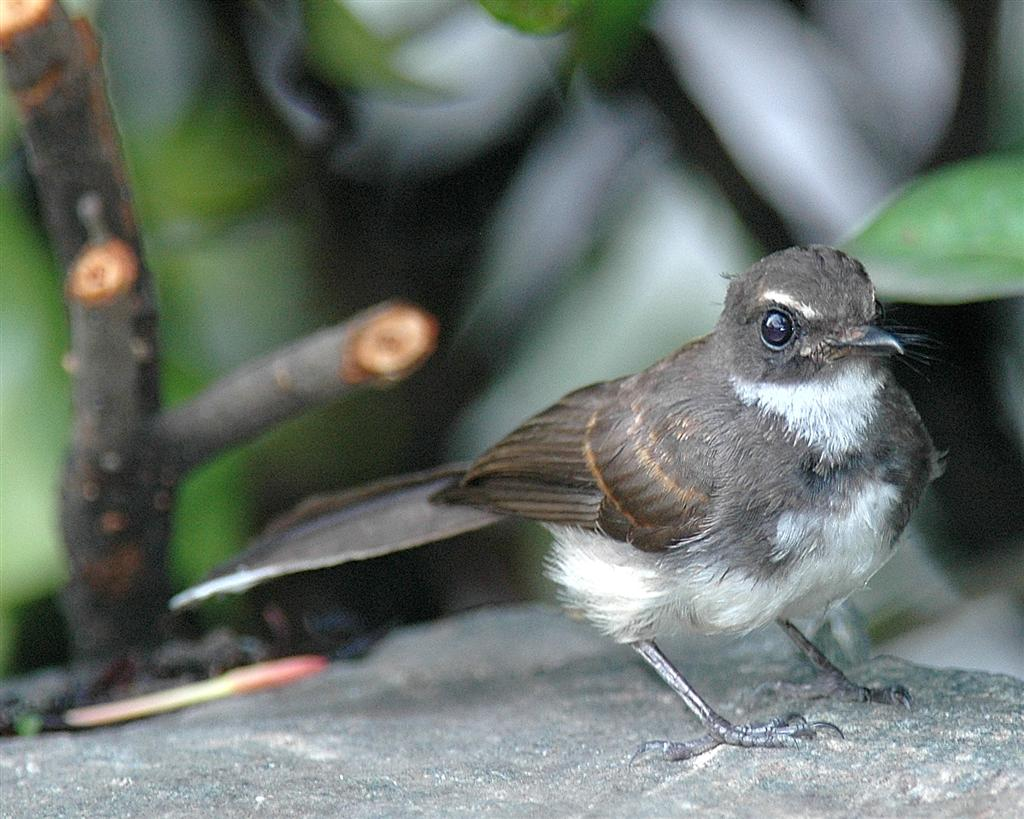
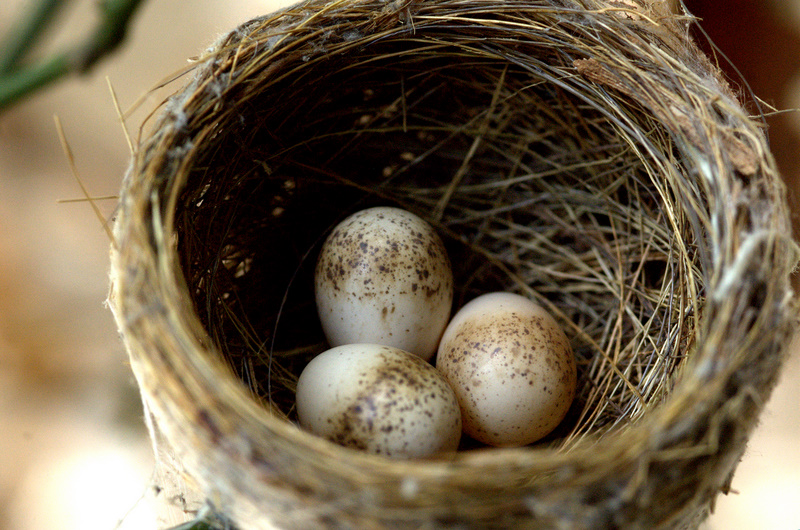
Гнездо с кладкой яиц